# Aasivissuit – Nipisat
Aasivissuit – Nipisat je naziv za lovno područje od oko 417.800 ha na subarktiku, na zapadnoj obali Grenlanda, u općini Qeqqata, a prostire se od otoka Nipisata na zapadu do Aasivissuita kod ledene kape na istoku. Ovo područje svjedoči o povijesti i kulturi inuitskih lovačkih zajednica koje su obitavale na ovom području više od 4.200 godina.
To je kulturni krajolik koji svjedoči o lovu kopnenih i morskih životinja, sezonskim migracijama i bogatoj očuvanoj materijalnoj i nematerijalnoj kulturnoj baštini povezanoj s klimatskim promjenama, navigacijom i medicinom. Tu se nalaze velike zimske kuće i dokazi o lovu na sobove, kao i arheološka nalazišta iz Paleo-Inuitskih i Inuitskih kultura. Ona svjedoče o otpornosti ljudskih kultura ove regije i njihovoj tradiciji sezonskih migracija.
Zbog toga je sedam lokaliteta na ovom području 2018. godine upisano na UNESCO-ov popis mjesta svjetske baštine u Sjevernoj Americi kao danska svjetska baština.
Na Nipisatu su 1989. godine pronađeni kameni artefakti Saqqaq kulture za koje se prije nije znalo. Otkrio ga je Finn Kramer, kurator muzeja Sisimiuta oko 50 m od obale, na oko 9–13 m nadmorske visine i nazvan je prema imenu otoka. Tu je od 1989. – 1994. godine otkriveno preko 70.000 dijelova kostiju i oko 1.000 artefakata od kojih je 314 alatki. Ovo područje nisu nikad naselili narodi Dorsetske ili Thule kultura, kao ni moderni Kalaallit. Zapravo narod Saqqaq su preci današnjih naroda Čukči (Čukotski poluotok, Rusija) i Korjaci (Kamčatska oblast, Rusija), ali nije poznato kako i kada su prešli cijelu Sjevernu Ameriku do Rusije.

## Poveznice
- Kujataa